# سد قوسی

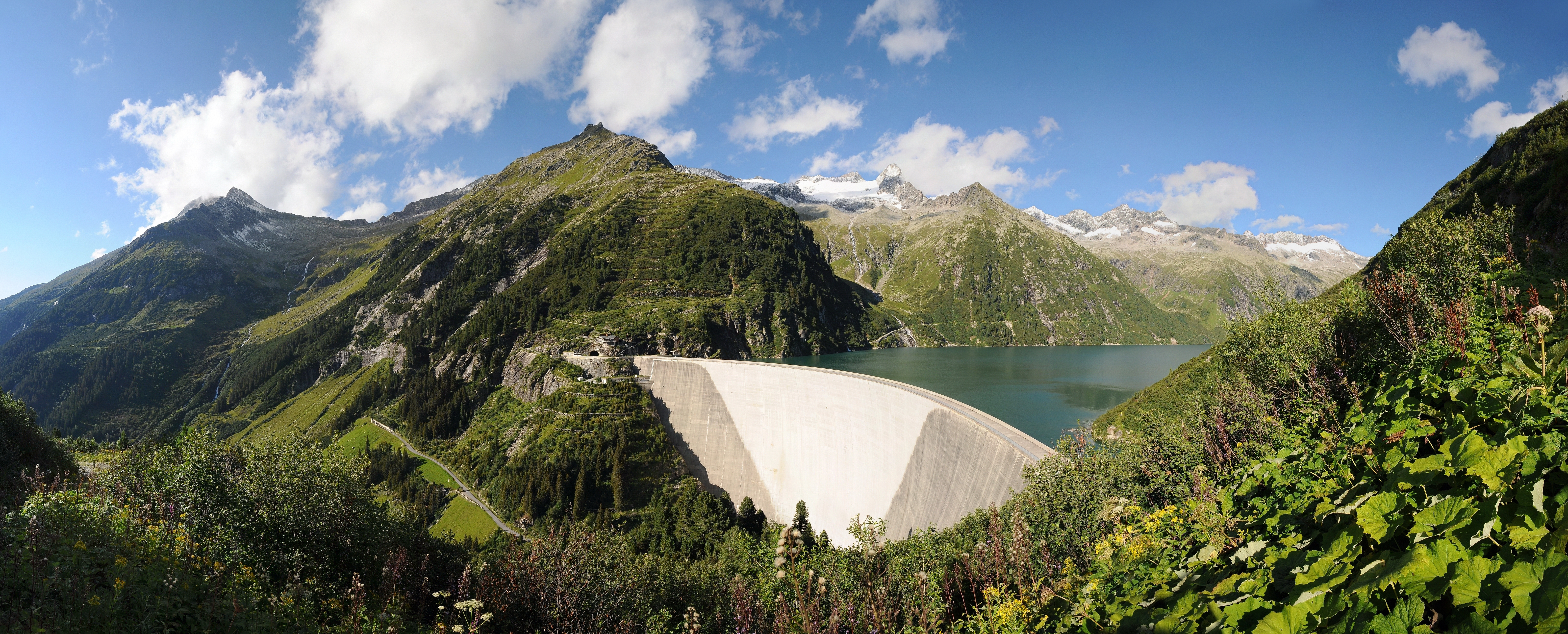
سد تسیلرگروندل، یک سد بِتُنی قوسی است که بر روی رود زیلر در منطقهٔ بالادست دشت زیلر در ایالت تیرول اتریش ساخته شده‌است. نیروگاه این سد مجهز به نیروگاه تلمبه ذخیره‌ای است و توانایی تولید ۳۶۰ مگاوات برق مازاد بر مصرف را دارد.

سد قوسی (به انگلیسی: Arch dam) نوعی سد بتنی است، که اساس نیروی غلبه بر فشار آب در این سدها، انتقال این نیرو به دیواره‌های دره و در حقیقت شکل هندسی سد است. این سدها حداقل در مقیاس‌های بزرگ، غالباً از بتن غیر مسلح ساخته می‌شوند. به منظور جلوگیری از ورقه ورقه شدن سطوح مختلف بتن روی یکدیگر، بسیاری از سدهای بزرگ از این نوع، به صورت لایه لایه و معمولاً به صورت لایه‌های ۲ یا ۳ متری بتن ریزی می‌گردد. سطح هر لایه بتن ریزی شده بلافاصلهً شسته می‌گردد تا بتن لایه (مرحله) بعدی به بتن قبلی خوب بچسبد و از ورقه ورقه شدن سطوح مختلف بتن روی یکدیگر جلوگیری گردد. این سدها به صورت بلوک بلوک ساخته شده و در انتها بین بلوک‌ها که درزه نامیده می‌شود دوغاب سیمان تزریق می‌گردد تا سد به صورت یکپارچه عمل کند.

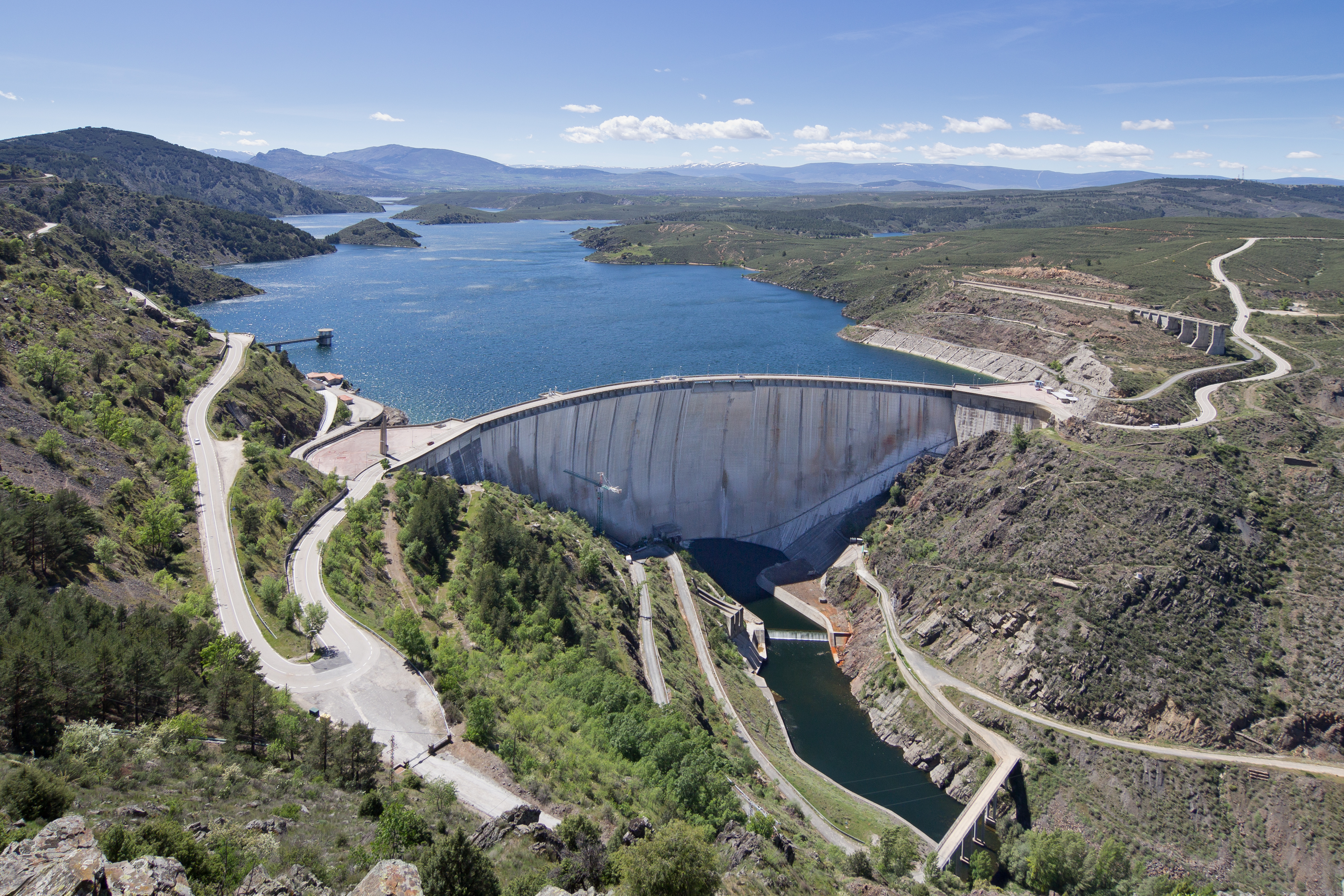
سد ال اتازار یک سد قوسی است که در نزدیکی شهر مادرید و بر روی رودخانه لوزویا ساخته شده‌است. ساخت این سد که به منظور ذخیره و تنظیم آب در نظر گرفته شده بود، در سال ۱۹۶۸ آغاز و در سال ۱۹۷۲ به اتمام رسید.

سد کارون ۳ مثالی از سد قوسی است.